# SSBD
SSBD(Systematic Screening for Behavior Disorder)는 총 세 개의 관문으로 이루어진 선별도구이다.

## 개요
SSBD는 정서 및 행동장애를 가진 학생을 체계적으로 선별하는 방법으로 1990년에 Walker와 Severson이 처음 발표하였다. SSBD는 정서 및 행동장애를 위한 적극적인 접근 방식으로 학생이 초등학생일 때에 실시되도록 설계되었으며, 체계적인 검진이 이루어진다고 볼 수 있다.

## 단계

### 1단계
전교생을 대상으로 교사가 내재적 및 외현적 행동 영역을 선발하며, 한 반에 6명씩 추천(외현적 학생 3명, 내재적 학생 3명)하게 된다. 외현적 행동과 내현적 행동을 나타내는 학생들을 순서대로 각각 상위 3명씩을 교실 수업을 바탕으로 선발하게 되는데 예를 들어, "놀이를 하거나 혼자만의 시간을 보낸다." 또는 "사람에 대한 공격성이 있다." 등의 목록에서 교사는 '예', '아니오'로 답을 하여 학생에 대해 판단할 수 있다.

### 2단계
교사가 결정적인 사건과 빈도를 평정한다. 즉, 문제행동의 심각성과 빈도에서 정상기준을 초과하는 학생을 선택하여 사전분류 의뢰전 중재를 한다. 관문 2까지는 보통 일반교사의 몫이다. 2단계에서는 중요 행사 지수인 문제행동의 심각성(CEI)과 문제행동의 빈도(CFI)에서 정상 기준 초과 여부를 토대로 평정한다. 문제행동의 심각성(CEI)은 외현적인 행동과 내현적인 행동 모두의 심각성에 대한 내용이 포함되어 있다. 예를 들어, 외현적인 행동은 "다른 사람들의 재산을 가로채기는 것을 포함, 물리적으로 폭행하는 일이 종종 발생한다."라는 내용이 있고, 내현적인 행동은 "평소에 수줍음을 많이 나타내는 특성이 있어 이로 인해 심각하게 활동수준이 제한된다."라는 등의 항목이 있다. 이러한 항목은 행동의 체크리스트 형식으로 제시된다. 여기에는 다양한 규모의 절대 평가를 하는 행동이 자주 나열된다.

### 3단계 =
특수교육 전문가가 관여하며 관문2에서 선정된 학생에 대한 교실과 운동장 장면에서의 직접관찰을 하게 된다. 이러한 학업적인 공간에서 사회 행동의 여러 관측이 포함된다. 이 단계에서 학생들은 교실과 운동장에서 독립적인 관찰자에 의해 관찰된다. 이러한 독립적인 관측은 학교 심리학자, 카운슬러, 또는 SSBD 3 단계 관측 시스템에서 훈련을 받은 인력으로 대개 다른 학교 교사이거나 전문가들이다. 이렇게 하여 정상기준을 초과하는 학생을 평가하기 위한 아동연구팀에 의뢰하게 된다. 
교사는 학생들의 행동의 논리에 대해 평가하고, 학생들의 상태에 대한 정확한 정보를 제공하기 위해서 이 선별도구를 사용하고 있다. SSBD는 학생이 이러한 3단계를 통해 학교의 추천-기반 서비스에 대해 사전적으로 통과해야하는 시스템을 사용한다.

## 효과
보통, 학급에서 교사는 외현화된 아이들은 잘 찾아낼 수 있으나 내재적 아이들은 잘 찾아내기 어렵다. SSBD는 교사로 하여금 내재적인 아이에 대해서도 한번 생각해 보게끔 하고, 이를 통해 외현적 아동 뿐만 아니라 내재적 아동을 찾아내는 데 강점을 발휘한다. 또한, 관문1이나 관문 2와 같은 초반에 일반교사의 역량을 활용한 모델이라는 점도 장점이라고 볼 수 있다.